# Circaea skvortsovii
Circaea × skvortsovii är en hybrid mellan häxörtsarterna Circaea cordata och stor häxört C. lutetiana. Den beskrevs av David Edward Boufford 1982.